# Cavaillon (Haiti)
Cavaillon (haitianisch-kreolisch: Kavayon) ist eine Gemeinde im Département Sud von Haiti.

## Geschichte
Die Gründung von Cavaillon als Dorf geht mit der Ansiedlung erster fester Gehöfte und einer Kirche auf das Jahr 1720 zurück.
Im Jahr 1796 erhielt der Ort von der französischen Kolonialverwaltung den Gemeindestatus zuerkannt.
Die Caco-Aufstände der späten 1860er Jahre machten Cavaillon zum Schauplatz blutiger Kämpfe.
Die Kirche aus Mauerwerk wurde durch einen Hurrikan am 4. September 1878 zerstört und neu errichtet. Im Jahr 1892 wurde sie vollendet und ein Pfarrhaus gebaut.
Am 14. August 2021 erschütterte ein Erdbeben der Stärke 7,2 (Richterskala) die Region. Das Epizentrum lag in Saint-Louis-du-Sud, rund 15 Kilometer südöstlich von Cavaillon, wo es zu Schäden an Gebäuden und der Infrastruktur kam.

## Lage und Beschreibung
Das Zentrum von Cavaillon ist rund 10 Kilometer von der Südküste Haitis, dem Karibischen Meer, entfernt.
Neben dem Ortszentrum Ville de Cavaillon bestehen die Gemeindebezirke Boileau, Martineau, Gros-Marin, Mare-Henri und Laroque.
Die Route Nationale RN-2 verbindet Cavaillon parallel zur Küste mit Les Cayes im Westen und Aquin im Osten. Nach Norden führt die Route Départementale 204 in Richtung Baradéres.

## In Cavaillon geboren
- Jean-Alexandre de Bourjolly (1791–1865), französischer Politiker
- Benito Martínez Abrogán (ca. 1880–2006), lebte in Kuba und behauptete, im Jahr 1880 in Cavaillon geboren worden zu sein. Damit wäre er zu Lebzeiten der älteste Mensch der Welt gewesen. Dokumente für den Beweis der Wahrheit seiner Behauptung konnte er nicht beibringen.[4]
- Silvio Cator (1900–1952), Leichtathlet und von 1946 bis 1952 Bürgermeister von Port-au-Prince
- Rosny Smarth (1940–2025), haitianischer Politiker
- Yvon Neptune (* 1946), haitianischer Politiker
- Georges Valris (* 1953), haitianischer Voodoo-Künstler[5]
- Rodney Saint-Éloi (* 1963), Dichter, Autor und Journalist